# Uromyces beticola
Uromyces beticola (Bellynck) Boerema, Loer. & Hamers – gatunek grzybów z rodziny rdzowatych (Pucciniaceae).

## Systematyka i nazewnictwo
Pozycja w klasyfikacji według Index Fungorum: Uromyces, Pucciniaceae, Pucciniales, Incertae sedis, Pucciniomycetes, Pucciniomycotina, Basidiomycota, Fungi.
Po raz pierwszy takson ten w 1801 r. opisał Auguste Alexis Adolphe Alexandre Bellynck, nadając mu nazwę Uredo betae. Obecną, uznaną przez Index Fungorum nazwę, nadali mu w 1987 r. Gerhard H. Boerema, W.M. Loreakker i Maria E.C. Hamers. Ważniejszy synonim: Uromyces betae (Pers.) J. Kickx f. 1867.

## Morfologia i rozwój
Uromyces beticola jest pasożytem jednodomowym, tzn. że jego pełny cykl życiowy odbywa się na jednym żywicielu. Jest też pełnocyklowy, tzn, że wytwarza wszystkie rodzaje zarodników typowe dla rodziny rdzowatych. Ecjospory są niemal kuliste, o wymiarach 17–25 × 15–18 μm, urediniospory również niemal kuliste, lecz większe, o wymiarach 26–35 × 20–24 μm. Teliospory są owalne, mają grubszą ścianę i wymiary 22–34 × 16–26 μm. Na ich szczycie jest charakterystyczne, stożkowe wieczko.
Teliospory podobnie jak u innych przedstawicieli rodziny rdzowatych, są przetrwalnikami. Zimują na resztkach buraków w glebie. Wiosną rozwijają się z nich bazydiospory będące źródłem infekcji pierwotnej. Porażają buraki powodując u nich chorobę o nazwie rdza buraka.